# Giuseppe Alliata di Villafranca
Il Principe Giuseppe Alliata di Villafranca (Napoli, 23 giugno 1784 – Palermo, 16 gennaio 1844) è stato un politico e imprenditore italiano.

## Biografia
Giuseppe Alliata, 7º principe di Villafranca e 7º duca di Salaparuta, appartenente alla famiglia Alliata, sposò Agata Valguarnera, principessa di Valguarnera. Pari del Parlamento siciliano, fu poi esiliato nel 1811 a Pantelleria dai Borboni. Liberato dagli inglesi, nel 1812 fu presidente della Camera dei Pari e ministro degli Esteri del governo costituzionale siciliano, durante la reggenza di Francesco I. Nella rivoluzione del 1820, a Palermo, fu acclamato presidente della giunta.
Fondò nel 1824 un'azienda dove vinificò le uve provenienti dalle sue proprietà di Casteldaccia, poi divenuta la Casa vinicola Corvo Vini. Si tratta di una delle prime aziende vinicole in Sicilia ad esportare vino siciliano in Europa e in America già nella metà del XIX secolo, con il marchio "Duca di Salaparuta".